# Jinqu (köpinghuvudort i Kina, Shaanxi, lat 34,21, long 107,78)
Jinqu är en köpinghuvudort i Kina. Den ligger i provinsen Shaanxi, i den nordvästra delen av landet, omkring 100 kilometer väster om provinshuvudstaden Xi'an. Antalet invånare är 33 058. Befolkningen består av 15 981 kvinnor och 17 077 män. Barn under 15 år utgör 14,0 %, vuxna 15-64 år 77 %, och äldre över 65 år 8,0 %.
Runt Jinqu är det tätbefolkat, med 343 invånare per kvadratkilometer. Närmaste större samhälle är Shoushan, 7,9 km norr om Jinqu. Trakten runt Jinqu består till största delen av jordbruksmark.
Genomsnittlig årsnederbörd är 730 millimeter. Den regnigaste månaden är september, med i genomsnitt 159 mm nederbörd, och den torraste är december, med 2 mm nederbörd.